# M1117 Armored Security Vehicle
M1117 Armored Security Vehicle (ASV) – amerykański opancerzony wóz bojowy produkowany przez Textron Marine & Land Systems. Głównym użytkownikiem pojazdu jest policja wojskowa Armii Stanów Zjednoczonych.
Pojazd uzbrojony jest w granatnik automatyczny Mk 19 kalibru 40 mm oraz karabin maszynowy M2 kalibru 12,7 mm.
M1117 bazuje na serii starszych pojazdów Cadillac Gage Commando.